# Jean-Paul Durieux
Pour les articles homonymes, voir Durieux.
Jean-Paul Durieux, né le 7 novembre 1929 à Paris, est un cadre industriel et homme politique français.

## Biographie
Issu d'une famille chrétienne de Dordogne, Jean-Paul Durieux est cadre supérieur chez Usinor en 1956, syndicaliste CFDT et membre du Parti socialiste.
Jean-Paul Durieux est élu député le 2 juillet 1981 pour la septième circonscription de Meurthe-et-Moselle avec le groupe PS.
Réélu successivement quatre fois, il siège à l'Assemblée Nationale jusqu'au 18 juin 2002 à la Commission permanente des affaires culturelles, familiales et sociales ainsi qu'à la Commission spéciale : lois de financement de la sécurité sociale et sera membre de la Délégation de l'Assemblée nationale pour les communautés européennes entre 1990 et 1993.
La médiathèque intercommunale de Longwy, dont il est à l'origine de sa construction avec Jean-Claude Guillaume, porte son nom.

## Détail des fonctions et des mandats
Mandats parlementaires
- 21 juin 1981 - 1er avril 1986 : député de la 7e circonscription de Meurthe-et-Moselle[3]
- 16 mars 1986 - 14 mai 1988 : député de Meurthe-et-Moselle[4]
- 12 juin 1988 - 1er avril 1993 : député de la 7e circonscription de Meurthe-et-Moselle[5]
- 28 mars 1993 - 21 avril 1997 : député de la 7e circonscription de Meurthe-et-Moselle[6]
- 1er juin 1997 - 18 juin 2002 : député de la 7e circonscription de Meurthe-et-Moselle[7]

Mandats locaux
- 19 mars 1989 - 23 juin 2006 : maire de Longwy (Meurthe-et-Moselle)
- 27 mars 1994 - 18 mars 2001 : conseiller départemental de Meurthe-et-Moselle pour le canton de Longwy